# Pedro II Deliano da Bulgária
Pedro II Deliano da Bulgária (em búlgaro: Делян Петър; romaniz.: Petar Delyan; em grego medieval: Πέτρος Δελιάνος) foi o líder da insurreição local búlgara contra o domínio bizantino, iniciada no Tema da Bulgária, durante o verão de 1040. Foi proclamado tsar da Bulgária, como neto de Samuel em Belgrado. Seu nome original pode ter sido simplesmente Deliano, antes de assumir o nome de Pedro II quando ascendeu ao trono, em homenagem ao santo imperador Pedro I que havia morrido em 970. O ano de seu nascimento é incerto, mas provavelmente não foi muito depois de 1000, e antes de 1014; provavelmente morreu em 1041.

## Origem

Temas do Império bizantino sob

Sua origem não é clara. Ele afirmava ser filho do Imperador Gabriel Radomir e neto de Samuel da Bulgária, mas também poderia  ter sido algum cidadão local que se converteu em líder da insurreição e disse ser neto de Samuel para justificar sua ascensão como czar da Bulgária.

## Deliano como filho de Radomir
Os que acreditam que ele era, na realidade, filho de Radomir, pensam que ele nasceu do matrimônio de Radomir com Margarita, irmã do rei Estêvão I da Hungria. A mãe de Pedro foi expulsa enquanto estava grávida da corte de Samuel, antes da ascensão de Gabriel Radomir, mas tendo em conta a carreira posterior de Deliano, é provável que ele havia nascido e permanecido na Bulgária com seu pai.
Depois do assassinato de Gabriel Radomir por João Vladislau em 1015, e a conquista da Bulgária pelo Império Bizantino em 1018, Deliano foi levado cativo à Constantinopla e se converteu em servente de um membro da aristocracia bizantina. Posteriormente escapou e foi à Hungria, país de sua mãe, de onde regressou à Bulgária e iniciou uma revolta contra o domínio bizantino, aproveitando o descontentamento sobre à imposição de impostos em moeda pelo governo bizantino.

## Deliano como plebeu
Os que se opõe a teoria de que ele era neto de Samuel e acreditam que não era mais que um plebeu búlgaro, sustentam que Deliano foi proclamado como czar em Belgrado não porque fora a primeira cidade fronteiriça entre o Império bizantino e a Hungria, que ele alcançou quando se uniu a eles como um príncipe de sangue real, mas porque era a primeira cidade importante que os rebeldes capturaram.
Também afirmam que é muito pouco provável que João Vladislau, que, em 1015, assassinou seu primo Gabriel Radomir (suposto pai de Deliano) e a sua esposa Maria para tomar-lhe o trono, não mataria o filho e herdeiro de Radomir, por segurança. Se sabe que João também tinha ordenado o assassinato do príncipe sérvio de Dóclea, João Vladimir ,que era uma ameaça por ser casado com Cossara, uma parente de Samuel.

## Pedro Deliano como líder da rebelião búlgara

Bulgária sob Pedro II Deliano

Durante o verão de 1040, no Tema da Bulgária, a população local se revoltou contra o Império Bizantino. Dois motivos foram mais importantes:
- A substituição da Arquidiocese Búlgara de Ócrida pelo grego (1037) e o começo da helenização.
- A imposição de impostos em dinheiro à população local.

A revolta se espalhou e os rebeldes rapidamente tomaram o controle da região norte de Pomoravlje, libertando Belgrado. Deliano, o líder da revolta, foi proclamado imperador (tsar) da Bulgária ali e adotou o nome de "Pedro II".
Pedro II tomou Naísso e Escópia, co-optando e depois eliminando outro potencial líder da revolta, Ticomiro, o líder dos rebeldes da região do Tema de Dirráquio. Em seguida, Pedro II marchou para Tessalônica, onde o imperador bizantino Miguel IV, o Paflagônio estava. Derrotado, Miguel fugiu deixando para trás seu tesouro sob os cuidados de um tal Miguel Ivatz, que provavelmente era filho de Ivatz, um general de Samuel da Bulgária, imediatamente entregou o grosso do tesouro para Pedro. Tessalônica continuou sob controle bizantino, mas a Macedônia, Dirráquio e partes do norte da Grécia foram tomados pelas forças de Pedro, o que inspirou outras revoltas contra os bizantinos em Epiro e na Albânia.
Contudo, as vitórias de Pedro Deliano terminaram quando o filho de João Vladislau - o assassino de Gabriel Radomir, pai de Deliano, em 1015 - e seu primo, Alusiano, se juntou às suas forças fingindo ser um desertor da corte bizantina, onde, na realidade, ele havia caído em desgraça. Alusiano foi bem recebido por Pedro, que deu-lhe o comando de um exército com o qual ele deveria atacar Tessalônica. Atacando sem esperar que as tropas descansassem, Alusiano foi derrotado. Ele escapou por pouco e retornou para Ostrovo.
Em 1041, durante um jantar, Alusiano percebeu que Deliano estava bêbado e, usando uma faca de cozinha, cegou o imperador e cortou-lhe fora o nariz. Como ele também era da linhagem de Samuel, acabou sendo rapidamente proclamado imperador no lugar de Pedro II pelas suas tropas, mas ele já planejava voltar para o Império Bizantino. Conforme tropas bizantinas e búlgaras se preparavam para a luta, Alusiano desertou e foi direto para Constantinopla, onde, além de ter suas posses e terras restauradas, ele recebeu o título de magistro.
Enquanto isso, apesar de cego, Pedro II Deliano reassumiu o comando das forças búlgaras, mas Miguel IV estava determinado a aproveitar-se da vantagem e avançou. Na obscura Batalha de Ostrovo, os bizantinos derrotaram as tropas búlgaras e Pedro II foi capturado e enviado para a capital, onde ele é provável que ele tenha sido rapidamente executado. Segundo algumas lendas, ele teria sido exilado num mosteiro no cânion de Iskar, na cordilheira dos Balcãs, onde morreu.
As sagas nórdicas mencionam a participação na batalha do futuro rei da Noruega Haroldo Manto Cinzento como parte da guarda varegue e que teria sido ele o assassino de Pedro II durante o combate. Esta tradição tem algum suporte de uma referência curta na chamada "Crônica Apócrifa Búlgara". Seja como for, Pedro II Deliano estava morto em 1041.